# Jan-Phillip Bombek
Jan-Phillip Bombek (Amburgo, 1º dicembre 1996) è un giocatore di football americano tedesco con cittadinanza austriaca, che gioca come edge rusher per i Vienna Vikings.